# Hesperhodos minutifolia
Hesperhodos minutifolia là loài thực vật có hoa trong họ Hoa hồng. Loài này được (Engelm.) Hurst mô tả khoa học đầu tiên năm 1928.